# Kastornoje
Kastornoje (rusky Касторное) je sídlo městského typu v Kurské oblasti v evropské části Ruska, správní středisko stejnojmenného okresu. Žije zde 3 461 obyvatel (2021).

## Geografie
Kastornoje se nachází 130 km vzdušnou čarou východně od Kursku, necelých 10 km od hranic s Lipeckou oblastí na levém břehu Olymu (povodí Donu).

## Dějiny

### 16. století
První písemná zmínka je z roku 1590, kdy je Kastornoje uváděno jako strážní stanoviště a malá dřevěná pevnost na obranné linii Livny-Oskol, která byla budována od roku 1571 na základě carského výnosu. Kastornoje je popisováno jako dřevěná tvrz na prudkém ohybu řeky Olym, obehnaná příkopem, valem a palisádou z klád. Stále zde strážní věž a mohutné dřevěné budovy se střílnami. Prvními osadníky byli kozáci.

### 17. století
Ruský car Michail I. Fjodorovič rozhodl posílit hranici státu a v důsledku toho, byla rozšířena pevnost Kastornoje. V roce 1668 zde žilo 78 domácností.

### 18. století
Za vlády carevny Kateřiny II. Veliké byl v Kastornoje postaven kamenný kostel, který byl v roce 1763 vysvěcen. Vedle kostela se stavěly nové obchody kamenné domy bohatých měšťanů.

### 19. století
Podle sčítání obyvatel v roce 1859 bylo v Kastoroje 110 domácností, 536 mužů a 569 žen. Většina pozemků patřila kozákům za jejich služby. Zmiňuje se zde také kostel a pravidelné jarmarky a trhy. V roce 1869 byla v Kastornoje zprovozněna železniční trať, která výrazně přispěla k rozvoji obce a spojila ji s většími městy, jako jsou Moskva, Kursk a Voroněž. V 80. letech 19. století byla v obci postavena první škola.

### Předrevoluční období
Na počátku 20. století se Kastornoje rozvíjelo jako důležitý železniční uzel. V roce 1902 zde žilo již 2 100 obyvatel. Počet obyvatel se rozrůstal a podle sčítání obyvatel v roce 1916 zde žilo již 2 407 obyvatel, převážně vysloužilých kozáků. Jednalo se o velkou vesnici v kraji, především díky železniční stanici. Konaly se zde velké pravidelné trhy.

### Občanská válka
Dne 16. března 1917 se obec díky telegrafu dozvěděla o svržení cara. Dne 11. ledna 1918 byla v obci ustanovena sovětská moc. Dne 25. září 1919 bylo Kastornoje obsazeno bělogvardějskými jednotkami, jmenovitě 4. donským sborem pod velením generála Konstantina Mamontova, 3. kubáňský jezdecký sbor pod velením generála Andreje Škura, 1. Chopjorský kozácký pluk a 2. Markovský pluk. Ve dnech 5. až 15. listopadu 1919 využila 1. jízdní armáda pod velením Semjona Buďonného sněhové bouře a dobyla Kastornoje. Bělogvardějci zde byly zcela poraženi a museli se stáhnout.

### Sovětské období
Dne 16. července 1928 se Kastornoje stalo správním centrem nově vytvořeného okresu. Od 15. března 1930 začaly vycházet místní noviny s názvem Púť kolchoza. V té době bylo v Kastorném zřízeno několik významných zařízení, včetně mechanického mlýna, elektrárny s kapacitou 20 kilowattů, kina a knihovny. V roce 1936 byl otevřen Dům socialistické kultury.
Během druhé světové války se Kastornoje opět stalo dějištěm těžkých bojů. Dne 4. července 1942 bylo Kastornoje, tehdy významný železniční uzel, okupováno německými vojsky. V oblasti se odehrávaly kruté boje, přičemž sovětská 40. armáda Brjanského frontu se snažila oblast bránit. U železniční stanice Kastornaja zřídili Němci zajatecký tábor Dulag-231, kde byli drženi nejen sovětští váleční zajatci ale i civilisté. Boje o osvobození Kastornoje začaly 25. ledna 1943, kdy sovětská 307. střelecká divize a jednotky 38. a 40. armády Voroněžského frontu zahájily ofenzívu. Operace zahrnovala i nasazení přibližně 500 sovětských letadel. Německé ztráty činily kolem 17 tisíc vojáků. Dne 28. ledna 1943 bylo Kastornoje osvobozeno. Po bitvě označil novinář Ilja Erenburg Kastornoje jako Malý Stalingrad.
V roce 1947 byl postaven nový Dům kultury, a v roce 1959 bylo Kastornoje povýšeno na sídlo městského typu. Roku 1960 bylo otevřeno nové kino Rodina. V následujících letech byly vybudovány dvě nové školní budovy

### 21. století
Dne 1. září 2003 byl okres, včetně Kastornoje, silně poškozen v důsledku ničivého hurikánu. Největší škody utrpěla vesnice Jevgeněvka. Navzdory těmto událostem došlo v následujících letech k rozvoji infrastruktury. V roce 2014 byl v Kastorném otevřen moderní sportovní komplex Kometa, který slouží místním obyvatelům a podporuje sportovní aktivity v regionu.

## Doprava
U Kastornoje se kříží železniční trať Moskva – Jelec – Valujki, otevřená v roce 1897 a elektrifikovaná od roku 1997, se stanicí Kastornaja-Vostočnaja na kilometru 539, a trať Kursk – Voroněž, otevřená v roce 1894, se stanicí Kastornaja-Kurskaja na kilometru 147, která se nachází v západní části obce.
Obcí prochází regionální silnice 38K-012, která se odpojuje 30 km jihozápadně od federální silnice R298 Kursk – Voroněž – Borisoglebsk a pokračuje několik kilometrů na sever až do osady Světočnyj. Na západ odtud vede silnice 38K-016 podél železniční trati přes okresní centra Kšenskij, Čeremisinovo a Ščigry až do Kurska.